# Cour-l’Évêque
Cour-l’Évêque ist eine französische Gemeinde mit 148 Einwohnern (Stand: 1. Januar 2022) im Département Haute-Marne in der Region Grand Est; sie gehört zum Arrondissement Chaumont und zum Kanton Châteauvillain. 

## Geographie
Cour-l’Évêque liegt etwa 19 Kilometer südsüdöstlich von Chaumont am Aujon. Umgeben wird Cour-l’Évêque von den Nachbargemeinden Châteauvillain im Norden, Richebourg im Nordosten, Arc-en-Barrois im Osten und Süden, Aubepierre-sur-Aube im Südwesten sowie Coupray im Westen.
| Bevölkerungsentwicklung    | Bevölkerungsentwicklung | Bevölkerungsentwicklung | Bevölkerungsentwicklung | Bevölkerungsentwicklung | Bevölkerungsentwicklung | Bevölkerungsentwicklung | Bevölkerungsentwicklung | Bevölkerungsentwicklung |
| -------------------------- | ----------------------- | ----------------------- | ----------------------- | ----------------------- | ----------------------- | ----------------------- | ----------------------- | ----------------------- |
| Jahr                       | 1962                    | 1968                    | 1975                    | 1982                    | 1990                    | 1999                    | 2006                    | 2019                    |
| Einwohner                  | 123                     | 113                     | 171                     | 216                     | 210                     | 211                     | 192                     | 148                     |
| Quellen: Cassini und INSEE |                         |                         |                         |                         |                         |                         |                         |                         |

## Sehenswürdigkeiten
- Kirche Saint-Sulpice aus dem 19. Jahrhundert

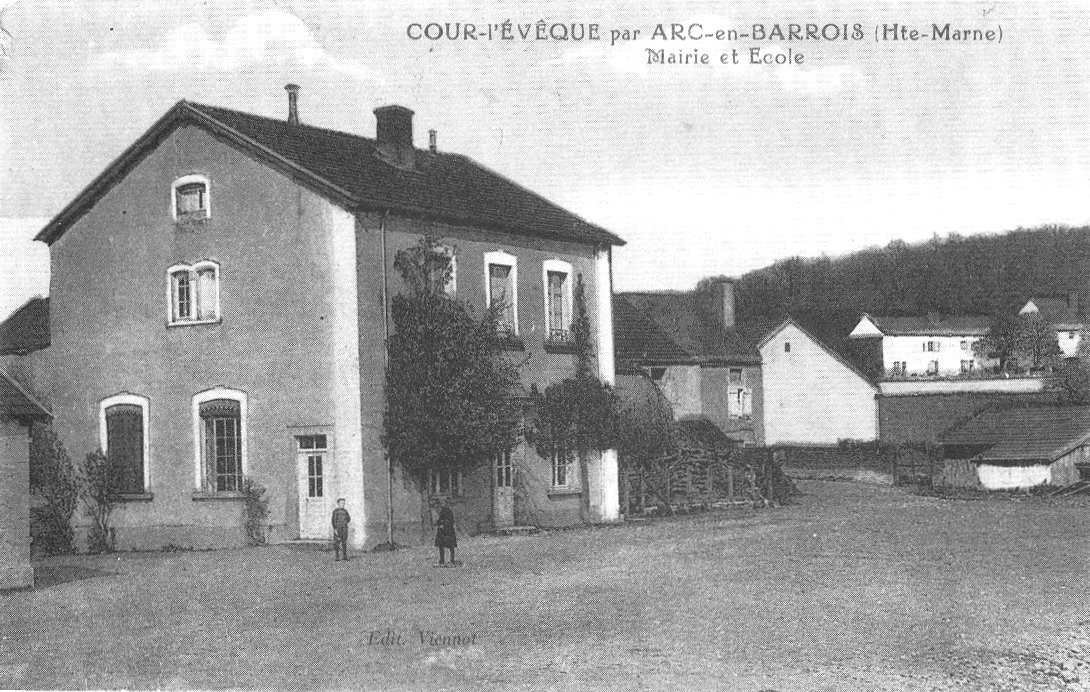
Mairie und Grundschule
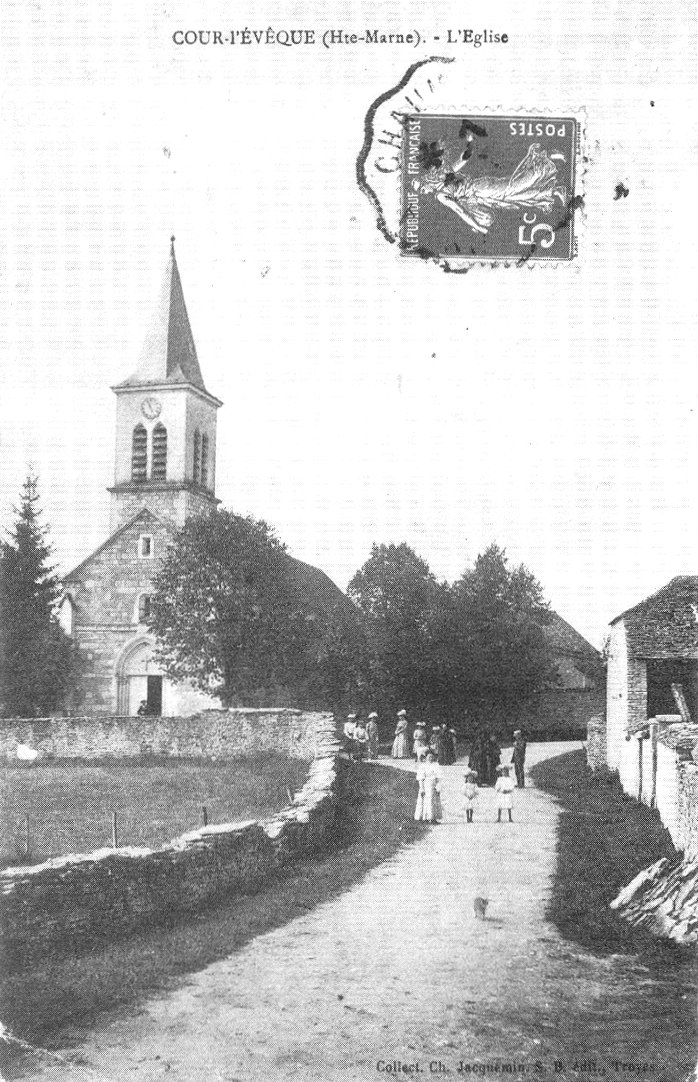
Kirche Saint-Sulpice